# Skerne, East Riding of Yorkshire
Skerne är en by i civil parish Skerne and Wansford, i distriktet East Riding of Yorkshire, i grevskapet East Riding of Yorkshire, i England. Byn är belägen 15 km från Beverley. Civil parish hade 203 invånare år 1931. Byn nämndes i Domedagsboken (Domesday Book) år 1086, och kallades då Schirne.